# Ґодлево-Мерники
Ґодлево-Мерники (пол. Godlewo-Mierniki) — село в Польщі, у гміні Нур Островського повіту Мазовецького воєводства.
Населення — 97 осіб (2011).
У 1975-1998 роках село належало до Ломжинського воєводства.

## Демографія
Демографічна структура станом на 31 березня 2011 року:
|          | Загалом | Допрацездатний вік | Працездатний вік | Постпрацездатний вік |
| -------- | ------- | ------------------ | ---------------- | -------------------- |
| Чоловіки | 52      | 12                 | 31               | 9                    |
| Жінки    | 45      | 11                 | 24               | 10                   |
| Разом    | 97      | 23                 | 55               | 19                   |